# Ингвар
Ингвар (др.-сканд. Yngvarr, рус. Ингварь) — мужское имя скандинавского происхождения.
Древнерусское имя Ингвар(ь) исследователи считают повторным заимствованием скандинавского имени Ingvarr, которое в своё время послужило прототипом для ставшего на Руси династическим имени Игорь. Согласно исследователям, этимологическая связь русского Игорь и скандинавского Ingvarr была забыта и, соответственно, Ингвар(ь) и Игорь уже воспринимались как два совершенно различных имени.

## Носители
- Ингвар Высокий — упсальский властелин, относимый скандинавскими сагами к VI или VIII векам
- Ингвар Путешественник (XI век) — предводитель неудачного похода викингов на Каспий (1036—1042)
- Ингварь Игоревич (ум. 1235) — сын Игоря Глебовича, князь рязанский
- Ингварь Ингваревич (ум. до 1252) — сын Ингвара Игоревича, князь рязанский; его существование подвергается сомнению
- Ингварь Ярославич (ок. 1152—1220) — сын Ярослава Изяславича, князь луцкий, великий князь киевский, князь волынский
- Ингвар (конунг Гардарики)